# کوه ورل (یوسمیتی)
کوه ورل (به انگلیسی: Whorl Mountain) یک کوه در ایالات متحده آمریکا است که در کالیفرنیا واقع شده‌است.